# Sikandar Gudjarati
Sikandar Gudjarati fou un efímer sultà de Gujarat el 1526. Era el fill gran de Muzaffar Shah II Gudjarati al que va succeir a la seva mort el mes d'abril de l'any 1526. Va tenir el suport de dos nobles poderosos: Imad al-Mulk Khushkadam i Khudawand Khan. Un germà petit de nom Latif Khan li va disputar el tron però fou derrotat i mort.
Sikandar es va dedicar als plaers i no es va interessar pels afers d'estat, el que el va fer impopular entre la noblesa i els sayyids. Fou assassinat (27 de maig de 1526) al cap de sis setmanes de regnat per Khushkadam Imad al-Mulk molest per no haver estat nomenat wazir; amb el suport dels nobles gujaratis musulmans, i va pujar al tron el seu germà, encara menor (6 anys) Nasir Khan, amb el nom de Mahmud Shah II Gudjarati, sota regència del mateix Khushkadam.

## Referència
- M.S. Comissariat, History of Gujarat, Londres 1928, reedició Bombai 1957